# Коломійцівка
Коломі́йцівка — село в Україні, у Макіївській сільській громаді Ніжинського району Чернігівської області. Населення становить 450 осіб (01.01.2025). Входить до складу Калинівського старостинського округу.

## Населення
За переписом населення 1920 року в хуторі Коломійців проживало 467 осіб (214 чоловіків і 253 жінки+. Хутір був підпорядкований Носівській волості Ніжинського повіту.
1926 рік - х.Коломійцевка, 106 дворів, 526 жителів.
Згідно з переписом УРСР 1989 року чисельність наявного населення села становила 607 осіб, з яких 271 чоловік та 336 жінок.
За переписом населення України 2001 року в селі мешкала 571 особа.

## Мова
Розподіл населення за рідною мовою за даними перепису 2001 року:
| Мова       | Відсоток |
| ---------- | -------- |
| українська | 98,10 %  |
| російська  | 1,73 %   |
| білоруська | 0,17 %   |

## Історія
Під час Голодомору 1932-1933 в Коломійцівці загинуло не менше 6 селян: Даценко Іван, Зеленський Данило, Зеленський Юліан, Кропивницький Іван, Малина Андрій Трохимович (нар. 1917), Супрун Григорій Свиридович
1 вересня 2015 року село увійшло до складу новоствореної Макіївської сільської громади.
До 2020 року населений пункт був в складі Носівського району. З 19 липня 2020 року в складі укрупненого Ніжинського району.

## Галерея пам'ятників

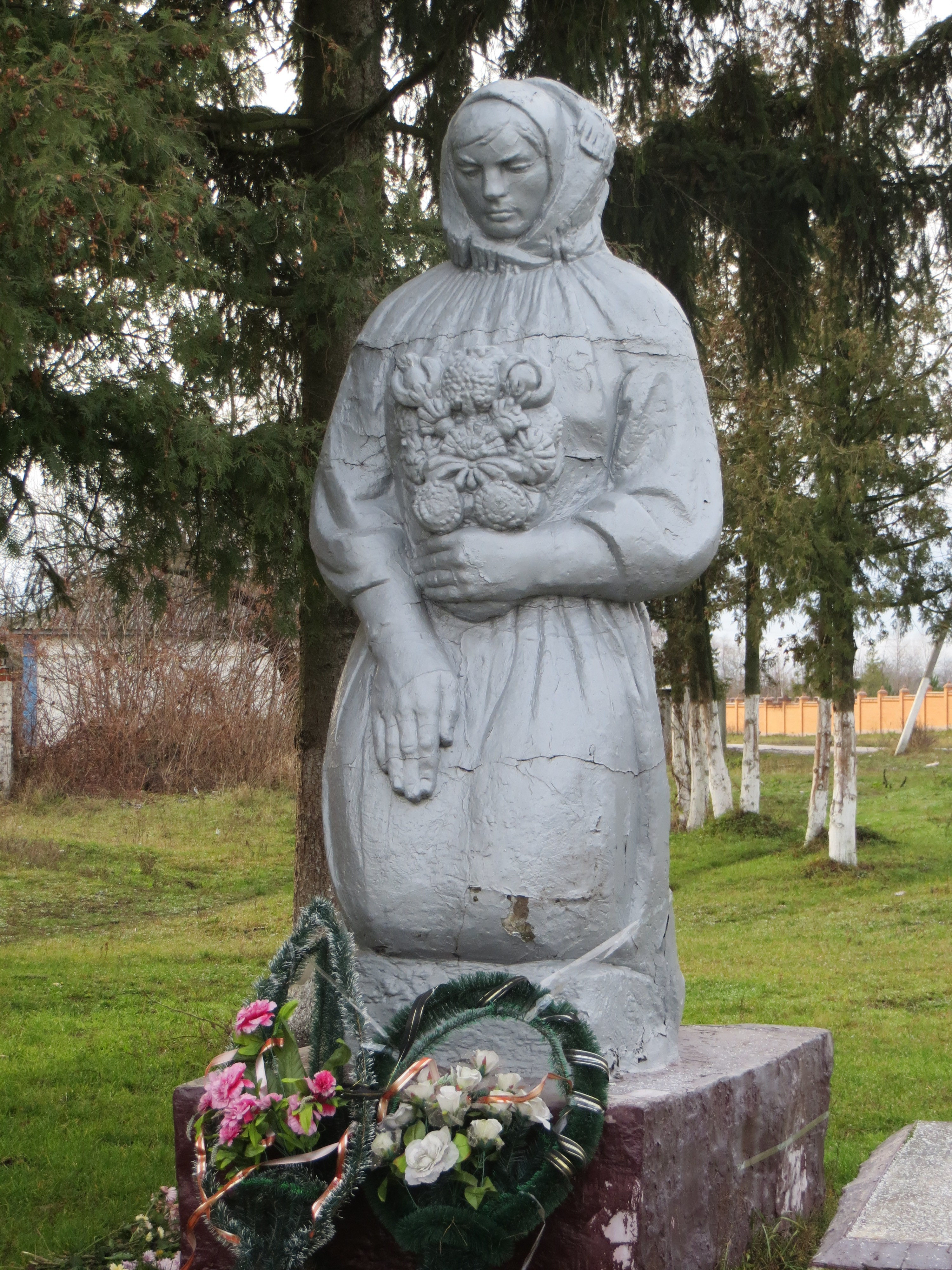
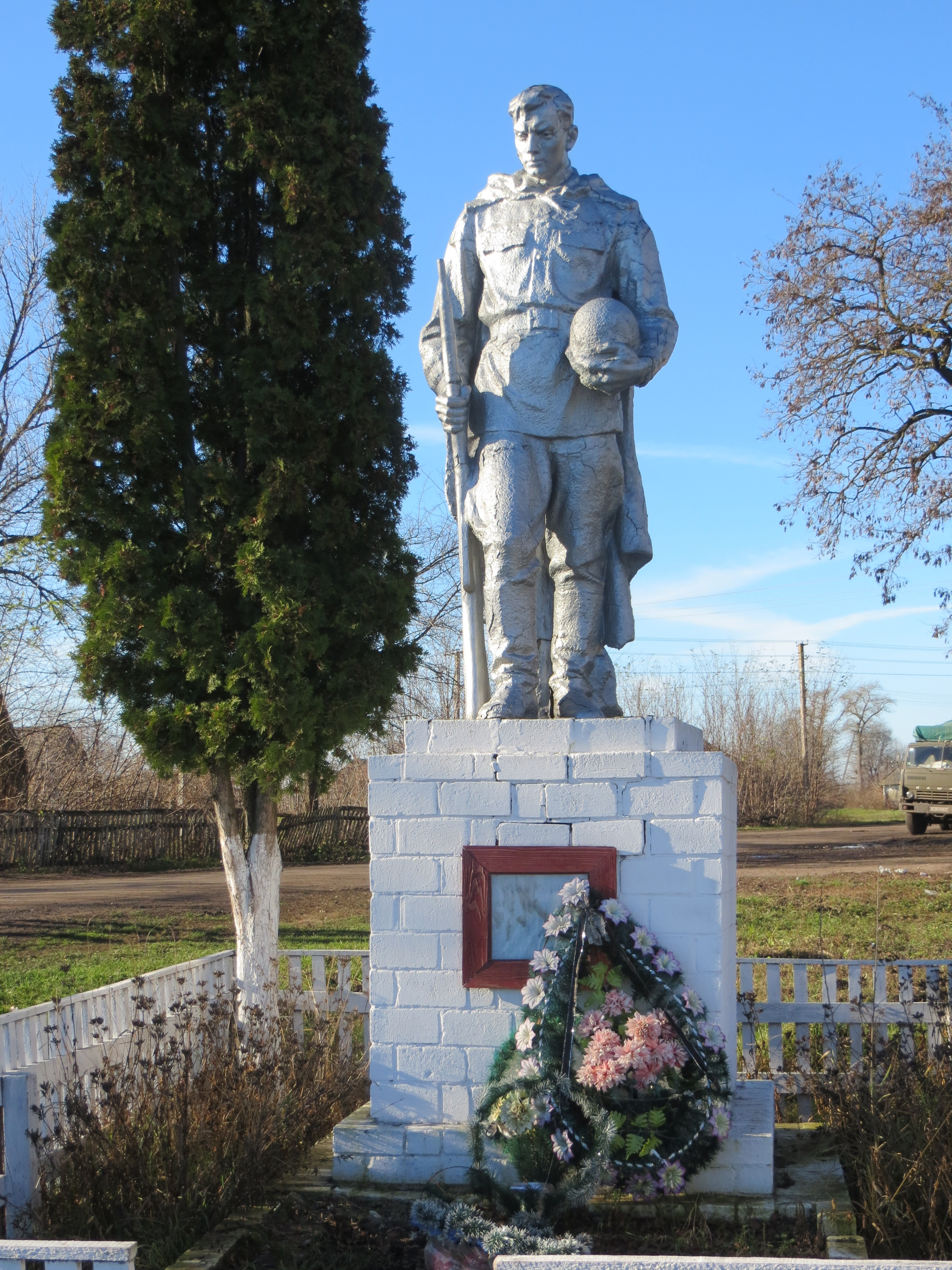